# ثلاثي الشويكات الذئبي
ثلاثي الشويكات الذئبي أو شطاس ذئبي (الاسم العلمي: Trisetum wolfii)، نوع نبات من ثلاثي الشويكات. موطنه غرب أمريكا الشمالية، بما في ذلك جنوب غرب كندا وغرب الولايات المتحدة. يوجد في الموائل الجبلية على ارتفاعات معتدلة وعالية تحت خط الأشجار، مثل أشجار التنوب، والشوح والحور المنتصبة. وهو عبارة عن عشب معمر يتكون من كتلة من السيقان المنتصبة يصل ارتفاعها الأقصى إلى حوالي 80 سم، وأحيانًا تصل إلى متر واحد. توجد الأوراق الضيقة في الغالب في الثلث السفلي من السيقان المتكتلة. الإزهار عبارة عن نبتة ضيقة منتصبة ذات لون أخضر أو بني أو أرجواني.